# Heterostegane eridata
Heterostegane eridata är en fjärilsart som beskrevs av Townsend 1937. Heterostegane eridata ingår i släktet Heterostegane och familjen mätare. Inga underarter finns listade i Catalogue of Life.